# Šlomo Amar (politik)
Šlomo Amar (hebrejsky: שלמה עמר, narozen 24. listopadu 1935) je izraelský politik a bývalý poslanec Knesetu za strany Jachad a Ma'arach.

## Biografie
Narodil se v Haifě. Získal středoškolské vzdělání. Od roku 1950 pracoval v autubusové společnosti Egged. Zastával různé řídící pozice a stal se ředitelem sekretariátu Eggedu.

## Politická dráha
V izraelském parlamentu zasedl po volbách v roce 1984, do nichž šel za Jachad. Byl členem finančního výboru a výboru pro ekonomické záležitosti. Během funkčního období se strana Jachad sloučila se stranou Ma'arach, do jejíhož poslaneckého klubu přešli i její zástupci v Knesetu.